# Arcibiskupské gymnázium Trnava
Arcibiskupské gymnázium Trnava nebo také Arcibiskupské gymnázium biskupa P. Jantauscha, je slovenské katolické chlapecké gymnázium založené (resp. obnovené) v roce 2001. Jeho úkolem je příprava studentů na vysokoškolské studium a výchova nové slovenské katolické inteligence.

## Historie
Arcibiskupské gymnázium Trnava navazuje na stejnojmenný ústav násilně uzavřený v roce 1944. Historie školy počíná v roce 1534, kdy při zdejší kapitule vznikla škola, která pak byla od roku 1558 vedena jako gymnázium. V roce 1616 začali na zdejším gymnáziu vyučovat jezuité.